# Halseyella flavicollis
Halseyella flavicollis är en fjärilsart som beskrevs av John Henry Leech 1890. Halseyella flavicollis ingår i släktet Halseyella och familjen tofsspinnare. Inga underarter finns listade i Catalogue of Life.